# Lennox Castillo
Lennox Castillo (né le 19 novembre 1985 au Belize) est un joueur de football international bélizien, qui évolue au poste d'attaquant.

## Biographie

### Carrière en sélection
Lennox Castillo reçoit trois sélections en équipe du Belize, sans inscrire de but, entre 2007 et 2013.
Il joue son premier match en équipe nationale le 10 février 2007, contre le Guatemala (défaite 1-0). Il reçoit sa dernière sélection le 23 mars 2013, contre Trinité-et-Tobago (match nul et vierge).
Il participe avec l'équipe du Belize, à la Gold Cup 2013 organisée aux États-Unis.

## Palmarès
New Site Erei
- Championnat du Belize (2) :
  - Champion : 2005-06 et 2006.